# Junin-vöcsök
A Junin-vöcsök (Podiceps taczanowskii) a vöcsökalakúak (Podicipediformes) rendjébe, ezen belül a vöcsökfélék (Podicipedidae) családjába tartozó faj.

## Rendszerezése
A fajt Hans von Berlepsch és Jan Sztolcman írták le 1894-ben. Tudományos faji nevét Władysław Taczanowski lengyel zoológusról kapta.

## Előfordulása
Peru területén található Junin-tó környékén él, melyről magyar nevét is kapta. Természetes élőhelyei az édesvizű tavak. Állandó nem vonuló faj.

## Megjelenése
Testhossza 33-36 centiméter.

## Életmódja
Elsősorban halakkal táplálkozik.

## Természetvédelmi helyzete
Az elterjedési területe nagyon kicsi, egyedszáma 250 példány alatti és csökken. A Természetvédelmi Világszövetség Vörös listáján veszélyeztetett fajként szerepel.